# لخش
لَخش  (به خط تاجیکی: ҷамоати деҳоти Лахш) جماعت و شهرکی در کشور تاجیکستان است که در ناحیهٔ لخش ناحیه‌های تابع جمهوری قرار دارد. جمعیت این جماعت ۵۸۳۰ است.
تا پیش از ماه مارس ۲۰۲۲، نام این  جماعت دهات، جییلگن (به خط تاجیکی: ҷамоати деҳоти Ҷайилган) بوده. در این تاریخ نام این جماعت و روستاهای تابعهٔ آن تغییر کردند.

## لیست دهات تابعه
(جمعیت در سال ۲۰۱۷ میلادی)
- چارسو (Чорсӯ)[سابقا جییلگن / Ҷайилган](۲٬۳۷۷)
- سفیددره (Сафеддара)(۱٬۹۴۰)
- کیان‌ده (Каёндеҳ)(۶۲۱)